# Chalileo megye
Chalileo egy megye Argentína középső részén, La Pampa tartományban. Székhelye Santa Isabel.

## Népesség
A megye népessége a közelmúltban a következőképpen változott:
| Év   | Lakosság |
| ---- | -------- |
| 2001 | 2414     |
| 2010 | 2985     |